# ゴーストフォース
『ゴーストフォース』(英語: Ghostforce（Ghost Force）) は、ジェレミー・ザグによる、フランス・南アフリカ（アラビア）・韓国の共同製作3DCGテレビアニメ。

## 概要
本作品では、テレビアニメ『ミラキュラス レディバグ&シャノワール』の舞台、フランス・パリとは異なり、アメリカ・ニューヨークに舞台を合わせる。物語は『ミラキュラス レディバグ&シャノワール』と同じく1話完結。そして、2022年5月26日に、海外では『ミラキュラス レディバグ&シャノワール』とのクロスオーバー作品が2024年に放送予定であることが判明し、現在は製作中ということである。
シリーズのリリース日は5回延期されており、当初は2016年にリリースされると発表されていたが、その後2017年、2018年、2019年、2020年となり、最終的に、2021年7月25日にイスラエルのディズニー・チャンネルで世界初放送された。当初は2021年8月28日にフランスのTF1で世界初放送される予定だった。そして、日本では2022年2月7日にディズニー・チャンネルで日本初放送されることが発表され、放送開始された。
本作品は、現時点ではシーズン2が製作中であることが明らかになった。
とある記事によると、このシリーズはもともとCGIと実写のハイブリッドになる予定だった。
過去に、本作品をフランス語や英語などでは、「Ghostforce」ではなく「Ghost Force」と呼んでいた。その名前が元々GhostとForceの間にスペースがあることを意味していたためであると思われる。

## あらすじ
アンディ、リヴ、マイクの3人は、密かにスーパーヒーローチーム「ゴーストフォース」を結成する高校生。
彼らの任務は、ニューヨークの街中で大混乱を引き起こし、人々の恐怖をエネルギーとしてパワーアップする幽霊たちを捕まえること。ジョーンズが開発したテクノロジーを使いながら、3人は力を合わせて幽霊と戦う。

## 登場人物

### ゴーストフォース
アンディ・ベーカー（Andy Baker） / フューリー（Fury）
声 - 斉藤壮馬
好奇心旺盛でリヴの兄でもある。イメージカラーは黄緑。
フューリーに変身するとスライムで攻撃し敵を倒すことができる。幽霊を捕まえる技は「ドラゴンエル！」。
リヴ・ベーカー（Liv Baker） / ミスト （Myst）
声 - 上田麗奈
両利きでアンディの妹。クールで落ち着いた性格だが、人前は苦手。イメージカラーはピンク。
ミストに変身するとポータルを自由自在に操ることができる。また弓矢を武器に攻撃する。幽霊を捕まえる技は「アクトキャット！」。
マイク・コーリンス （Mike Collins） / クラッシュ （Krush）
声 - 宮田幸季
有名なバスケ選手の息子で金持ち。ゲームが得意で計算が大好き。イメージカラーは水色、もしくは青。
クラッシュに変身すると、氷を操ることができる。幽霊を捕まえる技は「クロウマックス！」。

### ゴーストフォースの関係者
グローブー（Glowboo）
声 - 非公開
ジョーンズによって作られた、ニューヨークのアンドロイドで活躍するスーパーヒーロー。イメージカラーはオレンジ。実質、ゴーストフォースの一人。
ミス・ジョーンズ（Miss Jones）
声 - 金香里
NYCスクールの先生。科学を教えている。人々の恐怖をエネルギーとしてパワーアップする幽霊からニューヨークを守るため、秘密チーム「ゴーストフォース」を結成させた。

### NYCスクール
アンディたちが通う学校。
ドレイク・ミラー（Drake Miller）
声 - 高良崚太
アンディたちのクラスメイト。アンディとはライバル関係で、彼もバスケットボールが得意。よくアンディとマイクをからかったりしている。
ミストのファンだが、その正体がリヴであることは知らない。
ボビー（Bobby）
声 - 非公開
アンディたちのクラスメイト。ドレイクの親友。ドレイクと同じく、よくアンディとマイクをからかったりしている。
チャーリー（Charlie）
声 - ファイルーズあい
アンディたちのクラスメイト。普段はブログを運営し、ゴーストフォースの活躍を記録している。好きな色は青。
クラッシュに好意を抱いているが、その正体がマイクであることは知らない。
カーラ（Carla）
声 - 非公開
アンディたちのクラスメイト。優しく、他人に気遣っている。
マーロ（Malro）
声 - 非公開
アンディたちのクラスメイト。恥ずかしがり屋で花束などの特別な物を持っているといつも恥ずかしい思いをしてしまうほど。
ラジャット（Rajat）
声 - ファイルーズあい
アンディたちのクラスメイト。個人的な知性のあり、マイクとはいくつかの知的な類似点があったりする。
ステイシー（Stacy）
声 - 非公開
アンディたちのクラスメイト。ジェーンの双子の姉であり、妹のジェーンと共にドレイクのバスケットボールチームをサポートしている。アンディとは、ドレイクとボビーをサポートするために不必要な方法で彼に失礼な態度をとっている。
ゴーストフォースのファンで特にフューリーのファン。フューリーの時はアンディの時とは異なり、親切で、フューリーを見たときの反応は、彼に一緒に写真を頼むほど。
ジェーン（Jane）
声 - 非公開
アンディたちのクラスメイト。ステイシーの双子の妹であり、姉のステイシーと共にドレイクのバスケットボールチームをサポートしている。ステイシーよりも少し友好的で、密かに現代科学芸術に情熱を持っている。
ミス・ジョーンズ（Miss Jones）
声 - 非公開
NYCスクールの先生。科学を教えている。
パスカル教授（Professor Pascal）
声 - 非公開
NYCスクールの先生。化学、歴史、動植物生物学を教えている。犬を飼っている。

### 家族
ジェイ・ベイカー（Jay Baker）
声 - 非公開
アンディとリヴの父親。妻のメリッサと共に映画業界の映画監督を務めている。カメラテイカーのオペレーターでもある。
メリッサ・ベイカー（Meliss Baker）
声 - 東内マリ子
アンディとリヴの母親。夫のジェイと共に映画業界の映画監督を務めている。
マイケル・コーリンス（Michael Collins）
声 - 非公開
マイクの父親。ニューヨークで活躍するバスケットボール選手でもある。パスカル教授と仲が良いらしい。

### その他
ローランド（Roland）
声 - 塚田徹郎
ニューヨークのゴーストドックカートのベンダー。ゴーストドックカートはマイクの行きつけの店でもある。
ティム・キャラハン（Tim Callaghan）
声 - 非公開
ニューヨークの警察官。幽霊が出た時は、非常に無謀で幽霊を罵倒し、幽霊から逃げることは決してない。

## 日本語版制作
- 翻訳 - 亀井玲子
- 演出 - 高田浩光（※髙田浩光名義）
- 録音制作 - HALF H・P STUDIO

## 各話リスト
サブタイトルは、幽霊の名前。

毎回2つのエピソードに分けられており、1つのエピソードで約11分になっている。
| 日本話数 | サブタイトル （日本語版）             | サブタイトル （英語版）   |
| -------- | ------------------------------------- | ------------------------- |
| 1        | バナナイス / ファラオーク             | Bananice / Pharaok        |
| 2        | トラショティック / ミクルー           | Trashotic / Mikroo        |
| 3        | ライジン / クロノクロック             | Raijin / Chronoklok       |
| 4        | ミズオ / シャークオーク               | Mizuo / Sharkoak          |
| 5        | マスター / アラクガム                 | Mastaar / Arakgum         |
| 6        | ジップザップ / アーティフレーム       | Zipzap / Artiflame        |
| 7        | ジプノ / スポロファンガス             | Xhypno / Sporofungus      |
| 8        | クリッククロック / バーゴーロー       | Krik-Krok / Burghorror    |
| 9        | キャタストロフィ / ジェリースタリー   | Katastroph / Jellystery   |
| 10       | ボカオス / アジア                     | Vochaos / Agia            |
| 11       | サイクロピー / ジマジカード           | Cyclopee / Gmagicard      |
| 12       | バブルブラシ / グルーグルックス       | Bubble-Brush / Glouglux   |
| 13       | スクリーム・スクラッチ / クリーポップ | Scream Scratch / Creepop  |
| 14       | ソムニブー / トラブルストレッチ       | Somnibou / Troublestretch |
| 15       | メタ＆リックス / クッキーフレーム     | Meta&Lix / Cookieflame    |
| 16       | ブレスリル / レヴィスファー           | Graffurious / Levisfer    |
| 17       | パニクリック / サンディロック         | Paniclick / Sandyrok      |
| 18       | ヒプノライオン / ジンジョーク         | Hypnolion / Jinjoke       |
| 19       | ガムグルー / スコーポッド             | Gumglue / Scorpod         |
| 20       | ターボコーン / ビーバルーン           | Turbokorn / Biballoon     |
| 21       | マスカレード / バタタ                 | Mascarade / Batata        |
| 22       | プリヒストリブル / チャオライオン     | Prehistorrible / Chaorion |
| 23       | ダイナゾス / ピラニアック             | Piraniak / Dinozos        |
| 24       | バウンシー / スケアグロウ             | Dunky Boss / Scaregrow    |
| 25       | ゼリージャック / カブーン             | Jellyjack / Kaboom        |
| 26       | ニンジャキ / クライアングル           | Ninja Ki / Criangle       |
| 27       | ???                                   | Grump King                |